# Kyota Tokiwa
Kyota Tokiwa (常盤 亨太 Tokiwa Kyota?), född 9 april 2002 i Tokyo prefektur, är en japansk fotbollsspelare.
Tokiwa började sin karriär 2019 i FC Tokyo.